# Musik
Musik opfattes traditionelt som en sammensætning af toner, der synges eller spilles på et instrument. En tænketank i USA definerede musik som "mønstre af lyde, der varierer i højde og varighed og som frembringes af følelsesmæssige, sociale, kulturelle og intellektuelle grunde". Den bredeste definition er, at musik er organiserede lydbegivenheder der opfattes æstetisk. Musik kan inddeles i tre hovedgrupper: partiturmusik, det vil sige den nedskrevne musik, populærmusik og den mundtlig overleverede musik som folkeviser, børnesange og skillingsviser.

## Historie
Se musikhistorie.
Musik anvendes overalt i verden. Samtlige kulturer har udviklet og brugt musikken til for eksempel dans og fest. Musikken er højst sandsynligt opstået meget tidligt i menneskets historie. Mennesket har dyrket musik i flere tusinde år. I Slovenien er der fundet nogle 53.000 år gamle fløjter af ben, som neandertalere har spillet på.

## Anvendelse
Se musiker.
I dag findes der mange raffinerede bud på musik. Et fællestræk er, at der er specielle rammer og stilarter inden for al musik; hver genre har en speciel instrument-besætning. Den afrikanske musik består for det meste af trommer og sang, den asiatiske og mellemøstlige af strengeinstrumenter og den vestlige folkemusik domineres af trommer og strengeinstrumenter.
Traditionel musik spilles af en eller flere musikere, sammensat til et band (bruges i bl.a. folke-, og rockmusik) eller et orkester (bruges i bl.a. klassiske sammenhænge) afhængig af sammenhængen. For at blive en kvalificeret og anerkendt klassisk musiker tager mange en musisk uddannelse på eksempelvis et musikkonservatorium.
Musik gengives på papir med noder og becifringer. Man skelner mellem melodi, rytme, klang og harmoni (også kaldet harmonik).
Mange steder i naturen genkendes melodiske elementer – i fuglesang, hvalsang osv. På samme måde kan vind og vand have musikalske kvaliteter. Naturens lyde er ikke frembragt som musik, og er derfor ikke musik i snæver forstand. Dog kan man lytte til dem musikalsk, og de vil da kunne opfattes som musik i ordets bredere forstand. Det samme gælder kulturelle lyde, fx industrielle maskiner eller diverse støjfænomener.

## Instrumenter
Se musikinstrument.
Traditionel musik spilles på instrumenter. De klassiske instrumenter deles op i fire hovedkategorier: tangentinstrumenter som klaver, marimba og vibrafon, strengeinstrumenter som ukulele, banjo og guitar, blæseinstrumenter som mundharmonika, sækkepibe og trompet slagtøj som djember, bon-go trommer, conga trommer og almindelige trommesæt.
Musikkens genre afhænger af atmosfæren, vokalen (sangen), rytmen, evt melodien, hastigheden i sangen samt valget af instrumenterne. For eksempel har metal musik mere guitar end trompeter som i Jazz eller klassisk musik. Metal musik har dog de fleste instrumenter med sig, som Lumsk og Emily Autumn som kan spille violin, slipknot med DJ og Flogging Molly med irsk musik blandet sammen med punk.
Ud over de traditionelle instrumentkategorier findes utallige alternative, elektriske og elektroniske instrumenter, som Synthezisere og El-guitar.
- Der findes stort set akustisk inden for alle instrumenter, undtaget synthesizere, mikrofoner og DJ-boards.
  - Akustisk betyder at man kan spille på instrumentet uden at skulle tilslutte instrumentet til en højtaler. Der findes dog halv-akustiske instrumenter, der både kan tilsluttes en forstærker / højtaler med et Jack stik eller kabel, men kan også høres uden elektronisk "indgriben". Halv-akustiske instrumenter er for det meste strengeinstrumenter, men der findes dog enkelte andre instrumenter, der hører under genren "halv-akustisk"

Der findes et utal af instrumenter i den store verden. Alt lige fra Afrikanske trommer som djember til de mere populære instrumenter som sækkepiber, trompeter eller blokfløjter.

## Musikgenrer
Se musikgenre.
Musik deles op i forskellige genrer efter geografisk placering, besætning og spillestil. Musikgenrer er en måde at klassificere musik på, og bruges tit til at beskrive musik.

## Komponister
Se komponist.
Komponister skaber musik efter deres egne principper og ideer, og de skriver det ofte ned, så det ikke går tabt så musikere kan spille deres stykker. Ordet komponist stammer fra den klassiske musik, hvor de Klassiske komponister skrev store værker til hele orkestre. Ikke al musik er komponeret af komponister, idet en del musik improviseres frem eller opstår som et kollektivt produkt.